# トーン・ヴェルヘイ
トーン・ヴェルヘイ（Toon Verheij, 1894年10月27日 - 1958年8月19日）は、オランダ出身の指揮者。本名はアントン・ヴェルヘイ(Anton Verhey)。
ロッテルダムの生まれ。指揮者であった父親から音楽の薫陶を受ける。イサーク・メーゼルにチェロを学び、アーネムのオーケストラ協会、ウィーン楽友協会やユトレヒト市立管弦楽団などの団員としてチェロを弾いていたが、1936年から1938年までロッテルダムの交響楽協会のオーケストラの指揮を任されて指揮者に転向した。1939年からハールレム管弦楽協会の首席指揮者を務め、1942年にハーグ・レジデンティ管弦楽団の指揮者に転出したが、1949年にハールレム管弦楽協会に戻り、オーケストラが北オランダ・フィルハーモニー管弦楽団に発展するのを見届けた。
ハールレムにて死去。

## 註
1. ↑  Toon Verheij - Discogs（英語）
2. ↑  Mens en Melodie (Het Spectrum) 4:  255. (1949).
3. ↑  “August 19, 1958 in History”. 2017年5月25日時点のオリジナルよりアーカイブ。2017年5月25日閲覧。
4. ↑  “INVENTARISLIJST VAN HET ARCHIEF VAN toon verhey(1894-1958)”. 2017年5月25日時点のオリジナルよりアーカイブ。2017年5月25日閲覧。

| スタブアイコン | サブスタブ | この項目は、まだ閲覧者の調べものの参照としては役立たない、人物に関連した書きかけの項目です。この項目を加筆・訂正などしてくださる協力者を求めています（P:人物伝/PJ:人物伝）。 |